# Tomosvaryella kuthyi
Tomosvaryella kuthyi är en tvåvingeart som beskrevs av Aczel 1944. Tomosvaryella kuthyi ingår i släktet Tomosvaryella och familjen ögonflugor. Arten har ej påträffats i Sverige. Inga underarter finns listade i Catalogue of Life.